# Gardun
Gardun is een plaats in de gemeente Trilj in de Kroatische provincie Split-Dalmatië. De plaats telt 120 inwoners (2001).

## Foto's

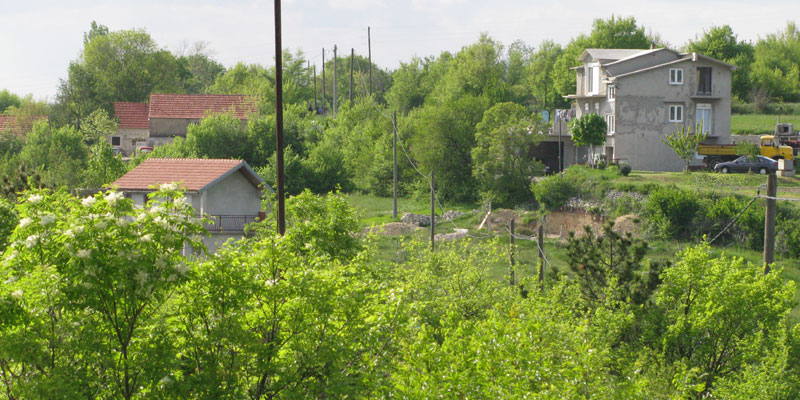
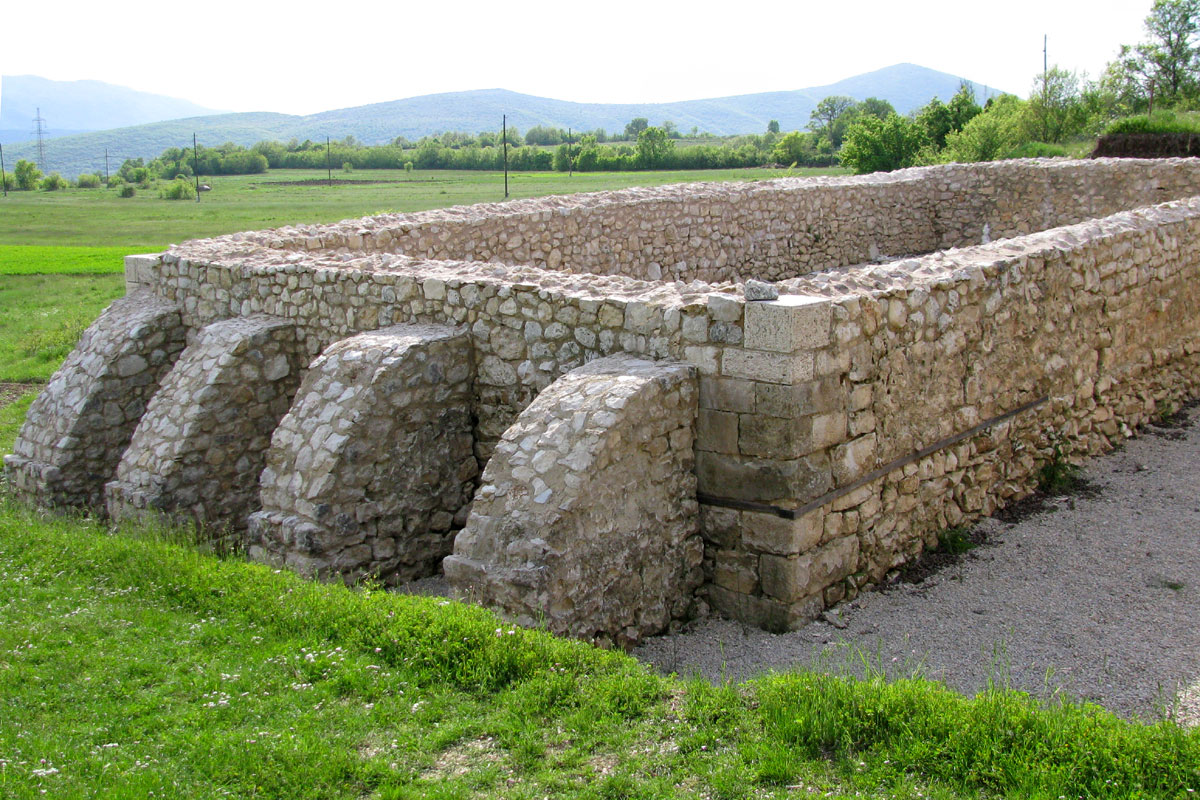
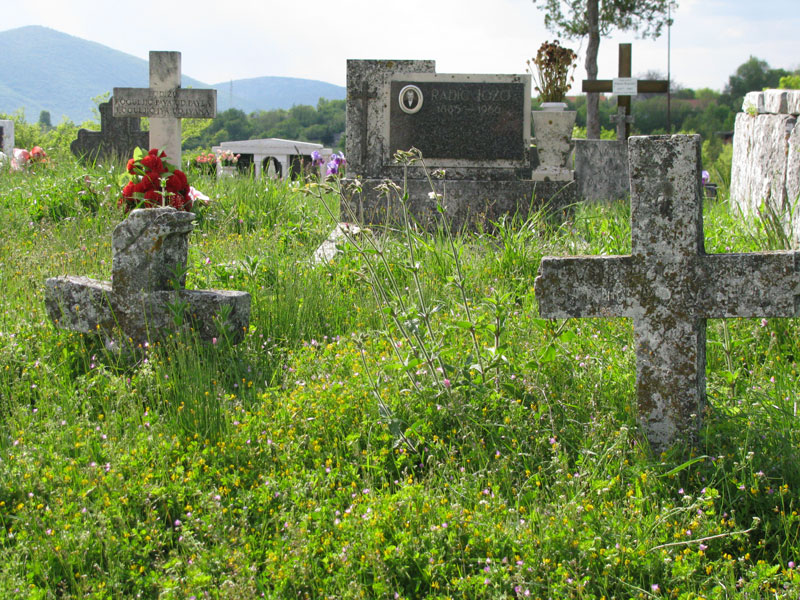